# 草薙 (動畫工作室)
有限会社草薙於1990年成立，是日本一家專門從事動畫美術背景的公司。

## 概要、沿革
公司取“草薙”這個名字，是來自来白户三平漫畫裡的一種劍技，起初由中座提議中這個名字，大家都感覺“由兩個漢字構成，又能夠寫成片假名，而且是個人盡皆知，家喻戶曉的名字”，於是這個提議便很快就通過了。
在多數動畫作品的場合下以“草薙”、“くさなぎ”、“KUSANAGI”表示。
2008年從有限公司登記改為株式會社。於2008年度決算期與史克威爾艾尼克斯建立企業關係。
2016年6月2日將所有股份讓渡，成為大型社群網路遊戲公司Cygames的旗下企業。

## 參與製作列表

### 電視動畫
2005年以前
- 海螺小姐（サザエさん）（1992年 - ）
- Generator Gawl（日语：ジェネレイターガウル）（1998年）
- 海賊王（ONE PIECE）（1999年 - ）
- 銀河天使（ギャラクシーエンジェル）（2001年）
- 花右京女侍隊（花右京メイド隊）（2001年）
- 星空的邂逅（おねがい☆ティーチャー）（2002年）
- 炸彈小新娘（りぜるまいん）（2002年）
- 星空的邂逅2（おねがい☆ツインズ）（2003年）
- 鋼之鍊金術師 （鋼の錬金術師）（2003年 - 2004年）
- 爆裂天使（爆裂天使）（2004年）
- 雙戀 Alternative（フタコイ オルタナティブ）（2005年）
- 到另一個你的身邊去（ノエイン もうひとりの君へ）（2005年 - 2006年）

2006年
- 死神的歌謠（しにがみのバラッド。）（2006年）
- 獸王星（獣王星）（2006年）
- 鍊金三級魔法少女（錬金3級 まじかる?ぽか〜ん）（2006年）
- 獸爪（日语：ケモノヅメ）（2006年）
- 不平衡抽籤（くじびき♥アンバランス）（2006年）
- 嬌蠻之吻 Cool×Sweet（つよきす Cool×Sweet）（2006年）
- 天保異聞 妖奇士（天保異聞 妖奇士）（2006年 - 2007年）
- 家庭教師HITMAN REBORN!（家庭教師ヒットマンREBORN!）（2006年）
- 惡靈系列（ゴーストハント）（2006年 - 2007年）
- 東京暴族2（日语：TOKYO TRIBE2）（2006年 - 2007年）

2007年
- 青空下的約定 ～歡迎來到鶇寮～（この青空に約束を― 〜ようこそつぐみ寮へ〜）（2007年）
- 獵魔戰記（CLAYMORE）（2007年）
- 造夢同人誌（ドージンワーク）（2007年）
- 機動戰士鋼彈00（機動戦士ガンダム00）（2007年・2008年）
- 獸神演武（獣神演武 -HERO TALES-）（2007年）
- 萌少女的戀愛時光（こどものじかん）（2007年）

2008年
- 骷髏13（ゴルゴ13）
- 光速大冒險PIPOPA（ネットゴーストPIPOPA）
- 鐵腕女警DECODE（日语：鉄腕バーディー DECODE）
- 藥師寺涼子怪奇事件簿（薬師寺涼子の怪奇事件簿）

2009年
- 蒼天航路（蒼天航路）
- 浪漫追星社（宙のまにまに）

2010年
- 神隱之狼（おおかみかくし）
- 黑執事II（黒執事II）
- 學園默示錄（学園黙示録 HIGHSCHOOL OF THE DEAD）
- 戰國BASARA（戦国BASARA）

2011年
- C
- 蘿球社！（ロウきゅーぶ!）
- 歌之王子殿下 真愛1000%（うたの☆プリンスさまっ♪ マジLOVE1000%）
- 未來都市NO.6（NO.6）
- 請認真的和我戀愛！！（真剣で私に恋しなさい!!）
- 魔劍姬！（マケン姫っ!）

2012年
- 在那個夏天等待（あの夏で待ってる）
- 來自新世界（新世界より）
- 魔奇少年（マギ）
- 宇宙兄弟（宇宙兄弟）

2013年
- 幕末義人傳 浪漫（幕末義人伝 浪漫）
- 玉子市場（たまこまーけっと）
- 悠悠哉哉少女日和（のんのんびより）
- 絕對防衛利維坦（絶対防衛レヴィアタン）
- 我的妹妹哪有這麼可愛。（俺の妹がこんなに可愛いわけがない。）
- 歌之王子殿下 真愛2000%（うたの☆プリンスさまっ♪ マジLOVE2000%）
- 約會大作戰（デート・ア・ライブ）

2014年
- 火星異種（テラフォーマーズ）
- CROSSANGE 天使與龍的輪舞（クロスアンジュ 天使と竜の輪舞）（2014年 - 2015年）

2015年
- 偶像大師 灰姑娘女孩（アイドルマスター シンデレラガールズ）
- 魔法少女奈葉ViVid（魔法少女リリカルなのはViVid）

2018年
- 妖精森林的小不點（ハクメイとミコチ）

### OVA
- Compiler 電腦少女（日语：Compiler）（1994年 - 1996年）
- 青空少女隊（青空少女隊）（1994年 - 1996年）
- ガンスミスキャッツ（日语：ガンスミスキャッツ）（1995年 - 1996年）
- 神秘的世界（神秘の世界エルハザード）（1995年 - 1996年）
- 火焰之纹章 纹章之谜（ファイアーエムブレム 紋章の謎）（1996年）
- 海底嬌娃藍華（AIKa）（1997年 - 1999年）
- 銀河少女警察（メルティランサー）（1998年）
- 太陽之船 SOL BIANCA The Legacy（日语：太陽の船 ソルビアンカ）（1999年）
- 超神姫ダンガイザー3（日语：超神姫ダンガイザー3）（1999年）
- 炎のらびりんす（日语：炎のらびりんす）（2000年）
- KIRARA（日语：KIRARA）（2000年）
- R.O.D -READ OR DIE-（R.O.D -READ OR DIE-）（2001年 - 2002年）
- アミテージ・ザ・サード DUAL-MATRIX（日语：アミテージ・ザ・サード）（2001年）
- 高校鐵拳傳Tough（日语：高校鉄拳伝タフ）（2002年）
- 超昂天使エスカレイヤー（2002年）
- 漫畫派對Revolution（こみっくパーティーRevolution）（2003年）
- ねとらん者 THE MOVIE（日语：ねとらん者 THE MOVIE）（2004年）
- 厄夜怪客（（2006年）
- ToHeart2（（2007年）
- 交響曲傳奇 THE ANIMATION（テイルズ オブ シンフォニア THE ANIMATION）（2007年）
- KITE LIBERATOR（KITE LIBERATOR）（2008年）
- 水平線まで何マイル?（日语：水平線まで何マイル?）（2008年）

### 劇場版
- Armitage III（日语：アミテージ・ザ・サード）（1996年）
- 蘋果核戰記（アップルシード）（2004年）
- 劇場版 鋼之鍊金術師 森巴拉的征服者（劇場版 鋼の錬金術師 シャンバラを征く者）（2005年）
- 火影忍者劇場版：大興奮！新月島之動物大騷動（劇場版 NARUTO -ナルト- 大興奮!みかづき島のアニマル騒動だってばよ）（2006年）
- 空之境界 第三章 痛覺殘留（空の境界 3章　痛覚残留）（2008年）
- 名偵探柯南：戰慄的樂譜（名探偵コナン 戦慄の楽譜）（2008年）
- Junod（日语：ジュノー (アニメ映画)）（2010年）
- 歡迎來到宇宙劇場（宇宙ショーへようこそ）（2010年）
- 劇場版 機動戰士GUNDAM00 -A wakening of the Trailblazer-（劇場版 機動戦士ガンダム00 -A wakening of the Trailblazer-）（2010年）
- 鋼之鍊金術師 嘆息之丘的聖星（鋼の錬金術師　嘆きの丘の聖なる星）（2011年）
- 永久之久遠（トワノクオン）（2011年）
- ONE PIECE FILM Z（ONE PIECE FILM Z）（2012年）

### 遊戲
- 我的暑假系列（2000年）
- 最终幻想系列
- 真・女神轉生系列

### 宣傳廣告
- FREEDOM（漢譯為：自由）（2006年-2008年）

※《FREEDOM》是日清杯面的广告，在电视上播出以後受到了非常好的评价，其中有CM和DVD两个版本，而草薙负责的是CM版的背景美术。

### 畫集
- “背景畫集 草薙”系列

1. 背景畫集 草薙（2006年7月發行）
2. 背景畫集 草薙II SF編（2007年6月13日發行）
3. 背景畫集 草薙III 日本風景編（2008年1月30日發行）
4. 背景畫集 草薙IV（2008年7月30日發行）
5. 背景畫集 草薙V（2008年12月19日發行）
6. 背景畫集 草薙VI（2009年8月3日發行）
7. 背景畫集 草薙VII）2011年7月22日發行）

## 關連項目
- 美術指導
- 日本動畫工作室列表

## 來源
1. ↑   (新闻稿). Cygames. 2016-06-02  [2016-06-19]. （原始内容存档于2016-06-08） （日语）.

## 外部連結
- （日語）動畫工作室 草薙公式官網 （页面存档备份，存于）